# Чебоксарское водохранилище
Чебоксарское водохранилище (чув. Шупашкар шыв усравӗ) — одно из водохранилищ Волго-Камского каскада, расположенное на реке Волге, на территориях Чувашской Республики, Республики Марий Эл и Нижегородской области.
Образовано плотиной Чебоксарской ГЭС, расположенной в городе Новочебоксарске (Чувашия). Заполнено в 1980—1982 годах.
Объём воды — 13,85 км³. Площадь 2190 км², длина 341 км, наибольшая ширина 16 км, глубина до 21 м.
Крупные заливы по долинам рек Керженец, Сура, Ветлуга. На Чебоксарском водохранилище — города Нижний Новгород, Козьмодемьянск, Чебоксары. По водохранилищу проходят теплоходные туристические маршруты Москва — Астрахань, Москва — Ростов-на-Дону, Москва — Пермь и др.

## Проблема уровня Чебоксарского водохранилища

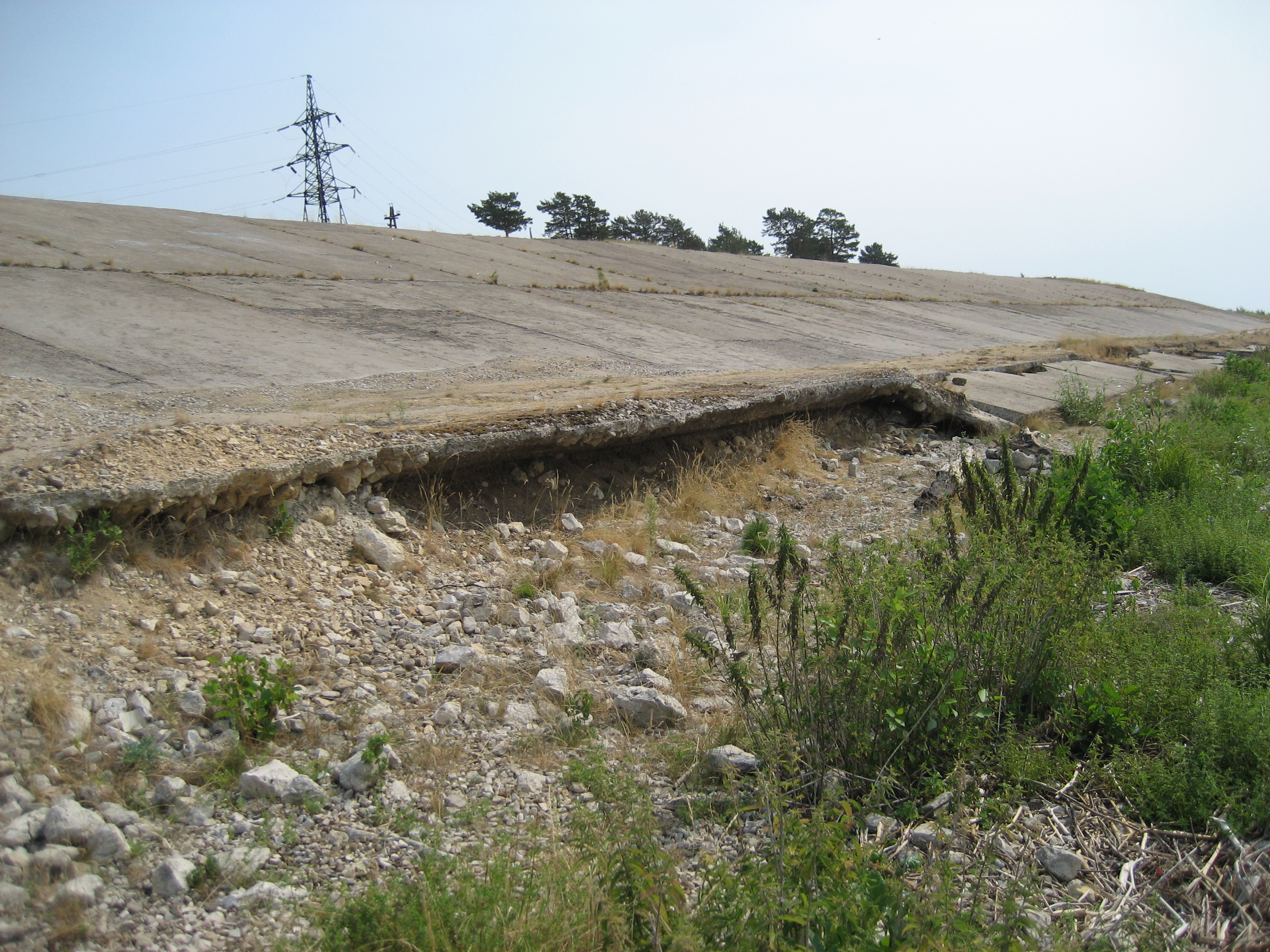
Разрушение инженерных защит Чебоксарского водохранилища

Пуск Чебоксарской ГЭС при пониженном напоре (отметка 61 м) был осуществлён 31 декабря 1980 года. В целях обеспечения навигации весной 1981 года уровень был повышен до 63 м. Подъём уровня водохранилища до проектного уровня (отметка 68 м), изначально запланированный на 1987 год, сдерживался сначала неготовностью комплекса инженерной защиты, затем — разногласиями между регионами по поводу уровня водохранилища. В настоящее время водохранилище и инженерная защита функционируют на непроектных отметках, что привело к возникновению ряда проблем:
- ГЭС используется не более чем на 60 % проектной мощности, ежегодная недовыработка электроэнергии составляет 1,43 млрд кВт⋅ч. Длительная работа гидроагрегатов ГЭС на непроектном напоре приводит к их ускоренному износу;
- стратегическая задача по увеличению гарантированной глубины на Единой глубоководной системе Европейской части России с 365 до 400 см оказалось не реализованной. На участке от Городца до Нижнего Новгорода (около 60 км) необходимая гарантированная глубина 4 метра обеспечивается только при среднесуточном расходе на Нижегородской ГЭС свыше 1400 м³/с[6], кроме этого, не обеспечивается нормальное функционирование шлюзов Нижегородской ГЭС. В итоге данный участок речные суда проходят с двадцатипроцентным недогрузом в течение двух суток, а пассажирские суда пропускаются только в течение 3 часов в сутки, когда производятся повышенные сбросы с Нижегородской ГЭС[7]. Следующие транзитом крупнотоннажные суда вынуждены сгружать часть грузов на суда с меньшей осадкой, проходить мелководный участок (при этом очередь на шлюзование достигает двух недель), после чего вновь грузиться. Такая ситуация приводит к значительным экономическим потерям[8]. Грузооборот внутреннего водного транспорта в период с 1950 по 2005 год уменьшился с 8,8 % в общем грузообороте России до 2,1 % и резерв пропускной способности Городецкого гидроузла при действующих глубинах составляет 500—700 %[9]. Проблема имеет более общий характер: гарантированные глубины не выдерживаются в нижней части Волги на участке от Волгограда до Стрелецкого, а в верхней части имеется тенденция снижения гарантированных габаритов пути[9].
однако отметка НПУ 68 неприемлема для судоходства по трём причинам[10]:
  - проект предусматривает сработку уровня воды до минимального навигационного — 67,5 м, что соответствует гарантированной глубине 3,8 вместо 4,0 м,
  - суда 10 проектов, имеющие надводные габариты более 14,6 м, не смогут преодолеть Чебоксарский мост; потери судопотока оцениваются в 1300 судов за навигацию, грузопотока — более 800 тыс. т,
  - суда 38 проектов, имеющие надводные габариты более 12,6 м, также не смогут в течение навигации проходить под Окским мостом, потери судопотока оцениваются в более 1200 судов, грузопотока — порядка 620 тыс. т;. Однако Русгидро опровергает это, ссылаясь на то, что на Единой глубоководной системе есть и более низкие мосты, например Сызранский мост[11].
- водохранилище имеет большую фактическую площадь мелководий (31,5 % вместо 20,7 % проектных), что не соответствует санитарным нормам и приводит к ухудшению качества воды;
- не обеспечивается нормальная работа водозаборов в нижнем бьефе гидроузла вследствие недостаточного уровня минимального санитарного стока;
- не завершено строительство системы инженерной защиты, что привело к подтоплению 3500 га территории и 536 жилых строений;
- не решена проблема подтопления заречной части Нижнего Новгорода, где в настоящее время по причинам, не связанным с Чебоксарской ГЭС, подтоплено около 33 % территории. Проект Чебоксарской ГЭС подразумевал создание дренажной системы для ликвидации существующего и возможного подтопления, однако её строительство не было завершено;
- происходит разрушение возведённых защитных сооружений, не рассчитанных на работу на отметке 63 м;
- водохранилище не имеет полезной ёмкости и не может осуществлять регулирование стока в интересах всей системы Волги, в частности, в интересах обводнения Волго-Ахтубинской поймы. Однако использование «полезной ёмкости» в период навигации прямо препятствует решению другой декларируемой задачи — обеспечению судоходных глубин на участке Волги от Городца до Нижнего Новгорода, требующей постоянного поддержания уровня водохранилища на 68 отметке[10].;
- отсутствие полезной ёмкости водохранилища может привести к крупным затоплениям в нижнем бьефе гидроузла в случае сильных паводков;
- не организована водоохранная зона водохранилища, что ведёт к усилению его загрязнения и несанкционированной застройке зоны затопления и подтопления;
- омертвлены значительные средства, вложенные в сооружения портов, водозаборов, систем инженерной защиты, рассчитанных на работу при проектной отметке. В связи с этим рассматриваются различные варианты завершения строительства Чебоксарского гидроузла.

### Характеристики различных вариантов завершения строительства гидроузла

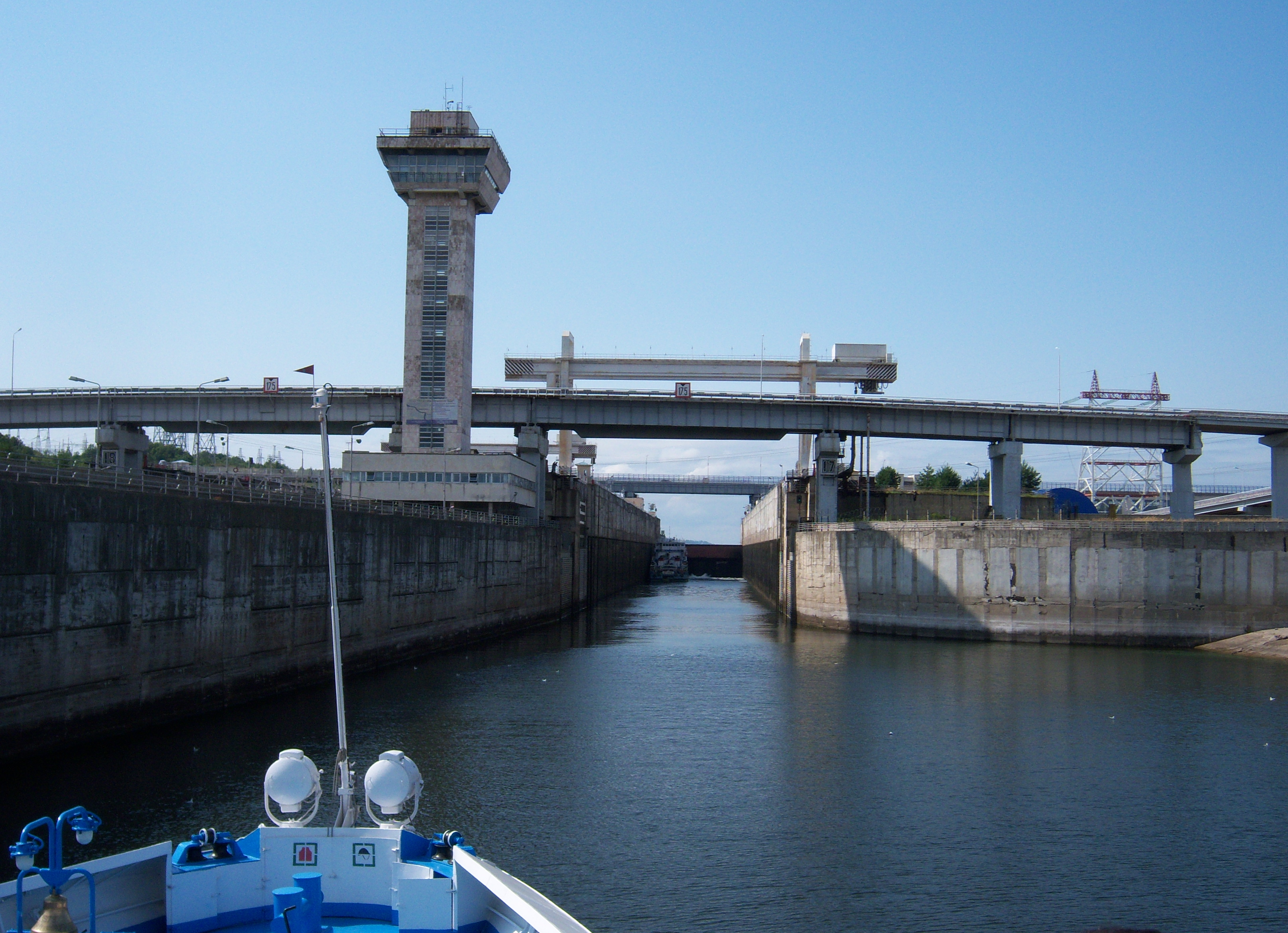
Шлюзы Чебоксарской ГЭС

К настоящему времени существуют несколько вариантов завершения строительства Чебоксарского гидроузла: поднятие водохранилища до проектной отметки 68 м с обустройством зоны затопления (с возможным строительством автодорожного моста выше Нижнего Новгорода), поднятие водохранилища до отметки 65 м с обустройством зоны затопления и одновременным строительством низконапорного транспортного гидроузла, совмещённого с автомобильным переходом, и обустройство зоны затопления на существующей отметке 63 м с одновременным строительством низконапорного транспортного гидроузла, совмещённого с автомобильным переходом. Предлагаемый двумя вариантами низконапорный гидроузел согласно проектным проработкам должен размещаться в районе посёлка Большое Козино. Состав сооружений гидроузла:
- водосливная плотина;
- водосброс-регулятор;
- земляная плотина;
- струенаправляющая дамба;
- однониточный однокамерный судоходный шлюз с подходными каналами и причально-направляющими сооружениями в них;
- водослив-регулятор в рукаве Никольском. Гидроузел при напоре около 5 м должен поднимать уровень воды в верхнем бьефе до отметки 68 м (образуя небольшое водохранилище с незначительными площадями затопления) и решить таким образом проблему недостаточных глубин на участке Большое Козино — Городец. Кроме того, через напорные сооружения гидроузла предусмотрено строительство автомобильного перехода. Стоимость сооружения гидроузла в ценах 2006 года оценивается в 39,6 млрд руб. (без стоимости автомобильного перехода)[5].

| Основные показатели различных вариантов завершения строительства Чебоксарского гидроузла                     |                                                       |                                                       |                                       |
| Показатель                                                                                                   | Отметка 63 м и строительство низконапорного гидроузла | Отметка 65 м и строительство низконапорного гидроузла | Отметка 68 м                          |
| Площадь зеркала водохранилища, км²                                                                           | 1080                                                  | 1508                                                  | 2145                                  |
| Полная ёмкость водохранилища, км³                                                                            | 4,6                                                   | 7,25                                                  | 12,6                                  |
| Полезная ёмкость водохранилища, км³                                                                          | 0                                                     | 0                                                     | 5,35                                  |
| Энергетика                                                                                                   |                                                       |                                                       |                                       |
| Располагаемая мощность ГЭС, МВт                                                                              | 800                                                   | 1000                                                  | 1400                                  |
| Среднегодовая выработка электроэнергии, млрд кВт⋅ч                                                           | 2,21                                                  | 2,8                                                   | 3,64                                  |
| Водный транспорт                                                                                             |                                                       |                                                       |                                       |
| Глубина на порогах шлюзов Нижегородского гидроузла при сбросе 800 м³/с, м                                    | 4,3                                                   | 4,3                                                   | 4,3                                   |
| Глубина на порогах шлюзов Чебоксарского гидроузла, м                                                         | 4,0                                                   | 6,0                                                   | 6,0                                   |
| Экология |                                                       |                                                       |                                       |
| Площади затопленных земель, км²                                                                              | 1118,33                                               | 1580,18                                               | 2162,42                               |
| Площади берегопереработки, км²                                                                               | 23,96                                                 | 59,15                                                 | 63,30                                 |
| Площади подтопления, км²                                                                                     | 306,94                                                | 702,24                                                | 712,96                                |
| Площадь мелководий в водохранилище (глубины менее 2 м), км² (% от общей площади)                             | 340 (31,5 %)                                          | 428 (28,4 %)                                          | 445 (20,7 %)                          |
| Кратность водообмена в год средней водности                                                                  | 24                                                    | 15                                                    | 9                                     |
| Минимальный санитарный пропуск в нижний бьеф гидроузла, м³/с                                                 | 700                                                   | 800                                                   | 1000                                  |
| Продуктивность фитомассы высшей водной растительности, г/л                                                   | 0,351                                                 | 0,258                                                 | 0,199                                 |
| Рыбохозяйственная продуктивность, т/год                                                                      | 342                                                   |                                                       |                                       |
| Расход топлива замещающей тепловой электростанции, тыс. тонн условного топлива в год                         | 384                                                   | 222                                                   | 0                                     |
| Выбросы в атмосферу окислов азота в результате работы замещающей тепловой электростанции, тыс. тонн в год    | 8,7                                                   | 5,2                                                   | 0                                     |
| Выбросы в атмосферу окислов серы в результате работы замещающей тепловой электростанции, тыс. тонн в год     | 10,5                                                  | 6,2                                                   | 0                                     |
| Выбросы в атмосферу углекислого газа в результате работы замещающей тепловой электростанции, тыс. тонн в год | 660                                                   | 360                                                   | 0                                     |
| Переселяемое население, человек (по состоянию на 2006 год)                                                   | 994                                                   | 994                                                   | 994                                   |
| Затраты |                                                       |                                                       |                                       |
| Стоимость работ в ценах 2006 года, млрд руб.                                                                 | 90,95                                                 | 88,245                                                | 35,736 (54,106 с автодорожным мостом) |

### Последствия возможного подъёма уровня водохранилища
Некоторыми общественными, в том числе и природоохранными организациями, а также рядом общественных, религиозных деятелей и чиновников высказываются опасения различных неблагоприятных последствий, которые могут возникнуть вследствие подъёма уровня водохранилища до проектной отметки 68 м.
При этом полпред президента в Приволжском федеральном округе Григорий Рапота не раз заявлял о необходимости государственного, а не регионального или корпоративного подхода к этому вопросу и проведения независимой международной экспертизы проекта полного запуска Чебоксарской ГЭС. «Наши учёные говорят, что я их недооцениваю, — замечал он. — Они предлагают сделать своё заключение по данному вопросу, но при этом тут же интересуются, какой результат я хочу получить».
В 2011 году экологическим центром «Дронт» (Нижний Новгород) при поддержке коалиции общероссийских экологических организаций (Социально-экологический союз, Всемирный фонд природы, Союз охраны птиц России, Центр охраны дикой природы и Гринпис России) выпущен массовым тиражом полноцветный буклет «Чебоксарское водохранилище: 30 лет беды». В буклете, в частности, упоминается, что в случае подъёма уровня водохранилища оно станет единственным на Волге, у которого «полностью будет отсутствовать речной участок».

#### Затопление земель
Высказываются предположения, что подъём уровня водохранилища приведёт к чрезвычайно большим потерям земли (в Нижегородской области — 168 000 га, в Марий Эл — треть территории республики). Согласно официальным данным, изложенным в «Обосновании инвестиций завершения строительства Чебоксарского гидроузла» в зоне затопления, сильного подтопления и берегопереработки при подъёме уровня водохранилища до отметки 68 метров оказывается 127 427 га земель, в том числе 4037 га пашни, 20 962 га пастбищ, 8611 га сенокосов, 1754 га земель приусадебных участков, 43 926 га лесов, 12 526 га кустарников. В том числе, Нижегородская область теряет 68 359 га земель (0,9 % её площади), республика Марий Эл — 43 225 га (1,9 %), Чувашия — 15 913 га (0,9 %). Землеотвод выводимых из оборота земель был произведён в 1975—1980 годах. К концу 1980-х годов были проведены предусмотренные проектом компенсационные мероприятия, предусматривающие повышение продуктивности незатопляемых сельскохозяйственных угодий путём проведения мелиоративных работ и освоения новых земель. Одновременно в 1980-х годах была проведена лесосводка и частичная лесоочистка территории, однако за прошедшее время очищенные площади вновь заросли лесом и кустарником, в связи с чем предусмотрено повторное проведение полной лесоочистки территории, а также реализация компенсационных мероприятий. Во время строительства было выполнено переустройство инфраструктуры (линии электропередач, связи, дороги, мосты), в связи с чем затраты на данные мероприятия в проекте завершения строительства гидроузла не предусмотрены.
Значительные объёмы земель защищены от затопления путём строительства инженерных защит (дамб, дренажей, насосных станций). В частности, на территории Чувашии построены и эксплуатируются инженерные защиты Сосновской сельхознизины (300 га), Ядринской сельхознизины (1000 га), на территории Марий Эл — Озеро-Руткинской сельхознизины (3230 га) и района посёлка Юрино (2800 га), на территории Нижегородской области — Фокинской (6250 га), Курмышской (5277 га) и Лысковской (2044 га) сельхознизин. В то же время в результате неправильной эксплуатации и отсутствия ухода часть элементов инженерных защит (в частности, дренажи, насосные станции) не функционируют в проектном режиме, что снижает эффективность инженерных защит в целом. Построены защитные дамбы, но не достроена дренажно-осушительная сеть и насосные станции на инженерных защитах Великовской (4189 га), Кстовской (2314 га) и Борской (1834 га) сельхознизин Нижегородской области — сток с защищаемых территорий осуществляется через прораны и временные водопропускные трубы в дамбах. В случае поднятия водохранилища до проектной отметки планируется произвести достройку систем инженерных защит, а также ремонт ранее введённых в эксплуатацию защит.

#### Обеспечение сохранности памятников истории и культуры

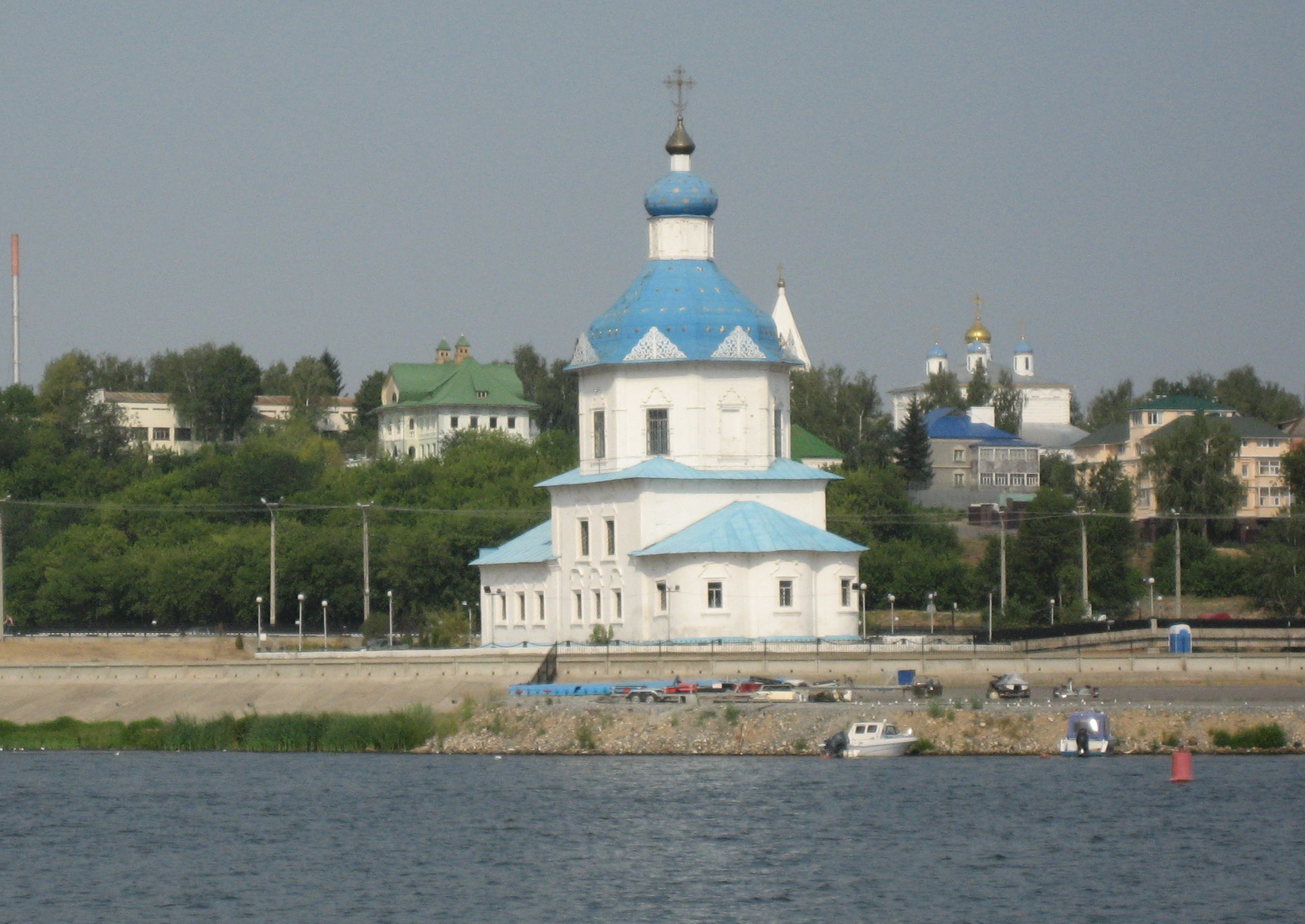
Церковь Успения Пресвятой Богородицы в Чебоксарах, сохранённая от затопления системой инженерных защит

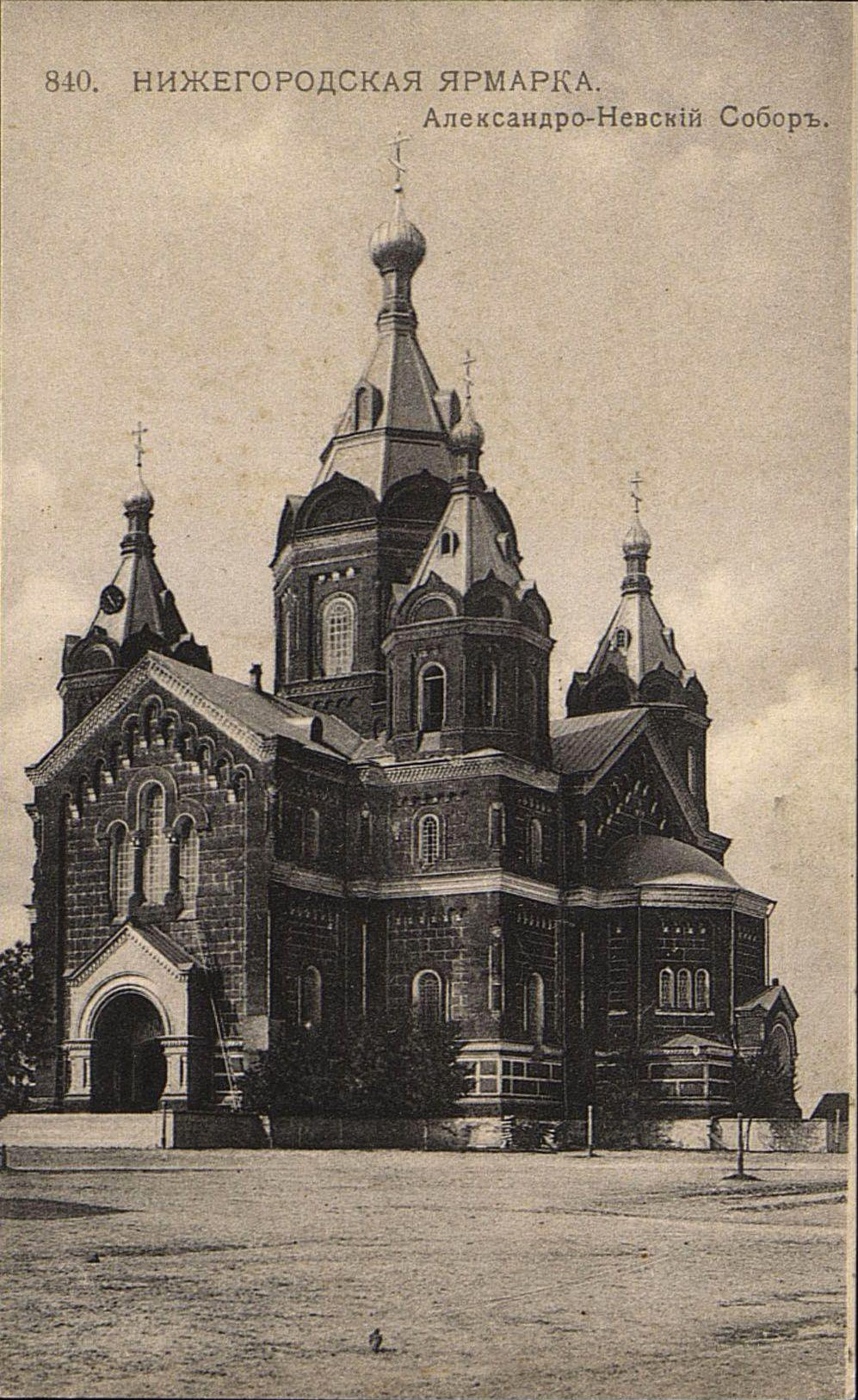
Собор Александра Невского. Для сохранения собора архиепископ Георгий призвал отказаться от планов по подъёму уровня водохранилища

Высказываются опасения по сохранности архитектурных памятников, в частности, Макарьево-Желтоводского монастыря и восьмидесятиметрового кафедрального собора Александра Невского, при подъёме уровня водохранилища до проектной отметки. Проект строительства гидроузла предусматривал создание инженерной защиты ряда памятников истории и культуры, рассчитанной на проектную отметку 68 м. В частности, дамбой обвалования защищена вся историческая часть города Козьмодемьянска, Шереметевский замок с усадьбой и Михайло-Архангельская церковь в посёлке Юрино. Сооружена и находится в работоспособном состоянии инженерная защита Макарьево-Желтоводского монастыря, проектом предусмотрены работы по её совершенствованию, обеспечивающие защиту монастыря при отметке 68 метров.
В проекте повышения уровня отмечается, что Собор Александра Невского находится на отметках 78—80 м и не попадает в зону влияния водохранилища. Однако при этом не анализируется тот факт, что собор не имеет традиционного свайного основания; вместо этого в роли фундамента используется своеобразный «плот», спроектированный в конце XIX века, исходя из текущих на тот момент наблюдений за уровнем грунтовых вод.
Работы по археологическому обследованию территории выполнены в полном объёме из расчёта на отметку 68 метров к 1981 году; в то же время планируется проведение дополнительных археологических работ.

#### Переселение населения
Некоторые источники высказывают предположения, что при подъёме уровня водохранилища потребуется переселение значительного количества людей (только в Марий Эл — 19 500 человек). Согласно проекту, строительство Чебоксарского гидроузла в той или иной степени затрагивает 125 населённых пунктов. Часть из них (в частности, города Чебоксары, Козьмодемьянск, Ядрин, Лысково, Бор) защищены системами инженерной защиты, часть перенесена на новое место. Все мероприятия по переносу населённых пунктов и переселению населения выполнялась, исходя из отметки водохранилища 68 метров. Однако процесс переселения населения не был завершён, и по состоянию на 2006 год в зоне планируемого затопления проживало 994 человека (450 человек в Чувашии, 242 человека в Марий Эл и 302 человека в Нижегородской области). При этом в настоящее время все они живут в зонах существующего подтопления или паводкового затопления, и их переселение необходимо при любом принятом уровне водохранилища, в том числе и существующем. Согласно Водному кодексу России, расходы на отселение будет нести собственник водохранилища, которым является государство.

#### Ухудшение качества воды
В ряде выступлений высказываются опасения, что поднятие уровня водохранилища приведёт к ухудшению качества воды вследствие развития застойных явлений. Согласно проектным проработкам, качество воды в водохранилище должно в целом улучшиться вследствие снижения относительной площади мелководий и улучшения самоочищающей способности водоёма. В то же время в районе Нижнего Новгорода возможно ухудшение качества воды вследствие замедления транспортировки загрязнений, сбрасываемых предприятиями города, в нижележащие зоны водохранилища. Решением данной проблемы является повышение эффективности очистки сточных вод.

#### Подтопление и затопление территории Нижнего Новгорода и Дзержинска
Высказываются опасения, что подъём уровня водохранилища вызовет подтопление или даже затопление Заречной части Нижнего Новгорода.
Эта часть города находится на надпойменных террасах и частично на пойме рек Волги и Оки, с отметками поверхности 69—80 м (то есть выше проектного уровня водохранилища — 68 м), и соответственно в зону постоянного затопления Чебоксарского водохранилища не попадает. Вовлечение в застройку низменных и заболоченных земель, неудовлетворительная инженерная подготовка местности (отсутствие дождевой канализации и дренажей) привело к тому, что от 20 до 33 % территории этой части города находятся в подтопленном состоянии (глубина залегания грунтовых вод выше 3 м). При отметке 63 м водохранилище не оказывает какого-либо влияния на процессы подтопления. При подъёме уровня до 68 метров реки Волга и Ока в районе Нижнего Новгорода становятся частью водохранилища, что приведёт к существенному подъёму уровня воды в межень (до 4,5 м по сравнению с существующими значениями) и увеличению площади подтопления на 900—1260 га, или на 26—40 %. Проектом строительства Чебоксарского гидроузла было предусмотрено создание инженерных защит Заречной части Нижнего Новгорода (берегоукрепления, закрытых и открытых дренажей, насосных станций, оборудование дождевой канализации) с целью устранения существующего и предотвращения нового подтопления. К настоящему времени эти работы в большинстве своём не выполнены. Проектом завершения строительства гидроузла предусматривается проведение данных работ независимо от принятой отметки водохранилища. Стоимость работ по созданию инженерных защит Нижнего Новгорода, согласно проектным разработкам, оценивается в 20 млрд рублей в ценах 2006 года. Но, по мнению и. о. министра экологии и природных ресурсов Нижегородской области Николая Небова, «защитить Заречную часть Нижнего Новгорода с помощью каких-либо инженерных сооружений практически невозможно из-за существующей застройки и обилия инженерных коммуникаций».
Кроме того, на территории Нижнего Новгорода в случае подъёма уровня водохранилища будет затоплен остров Гребнёвские пески в устье реки Оки, находящийся в паводкоопасной зоне и периодически полностью затапливаемый при сильных половодьях. В настоящее время остров не застроен,  земли находятся в муниципальной собственности.
При повышении уровня водохранилища на Автозаводской линии метрополитена потребуется проведение дополнительных мероприятий по снижению эффекта всплытия станций и изменению режима работы водоотливных установок. Возрастут расходы на водопонижение и на строительство конструкций защиты станций и тоннелей от гидростатического давления.
В ходе весеннего половодья уровень Волги в районе Нижнего Новгорода может достигать отметки 72 метра и более (максимальная отметка уровня воды, зафиксированная в ходе половодья 1926 года, составляла 75,6 м), что на 4 метра выше проектного уровня Чебоксарского водохранилища. Отметка уровня воды 72 м фиксировалась в 1994 году, в 2005 году вода поднималась до отметки 71 метр. При подъёме водохранилища до отметки 68 м максимальные уровни воды во время половодья практически не изменятся.
Высказываются опасения, что в случае заполнения водохранилища до проектной отметки в Оку (и в конечном счёте в Волгу) могут попасть высокотоксичные отходы из отстойников города Дзержинска. В «Обосновании инвестиций» утверждается, что Дзержинск расположен вне зоны влияния водохранилища на отметках 80—100 м. Однако некоторые из отстойников находятся на большой глубине относительно земной поверхности, в зоне возможного подтопления грунтовыми водами; самый «проблемный» из дзержинских отстойников «Чёрная дыра» находится в карстовой впадине (подземном озере), причём глубина расположения не известна.

### История вопроса

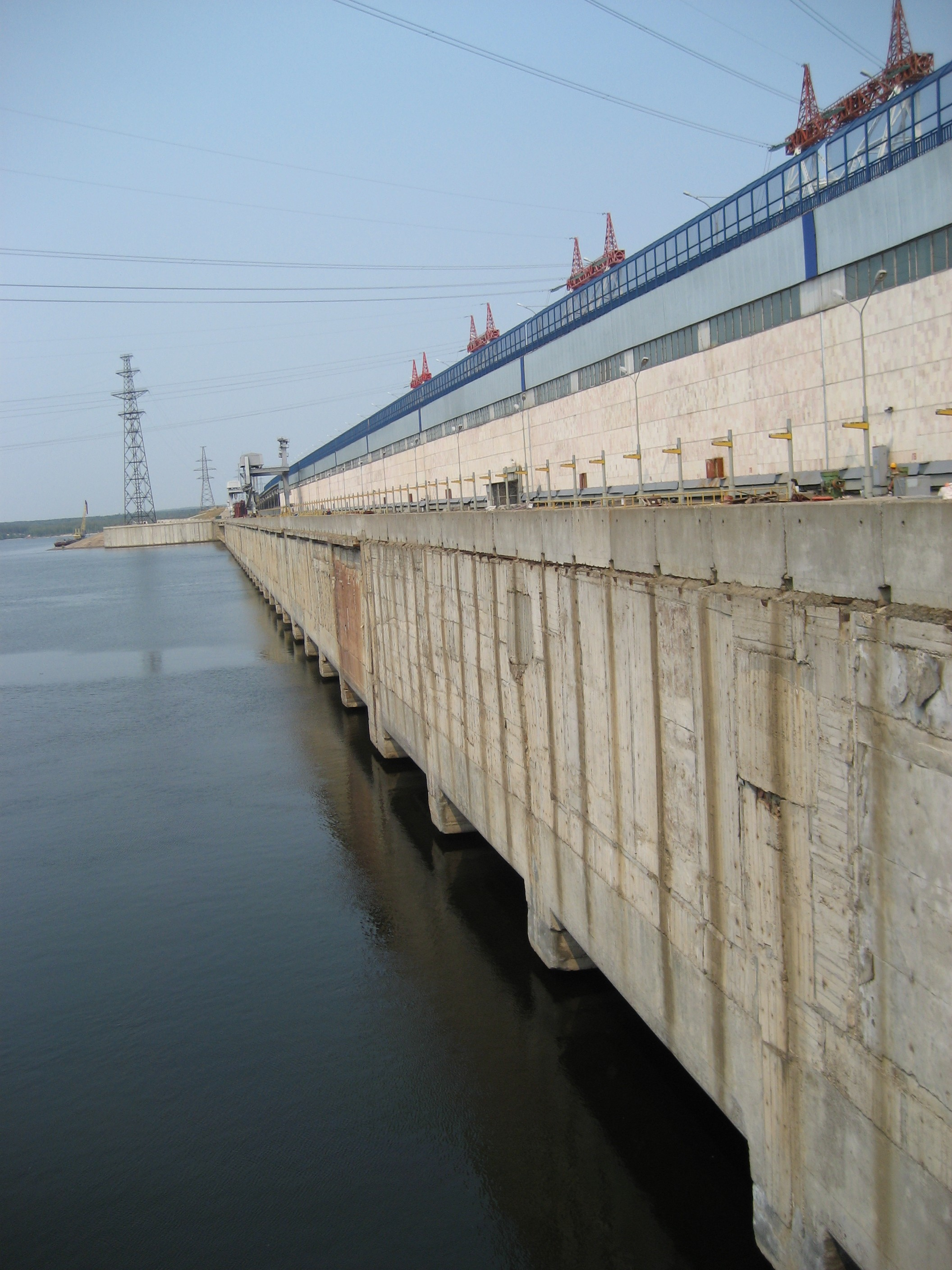
Забральная балка Чебоксарской ГЭС. При уровне 63 м верхняя часть водозаборных отверстий находится над водой

В 1988 году институтом «Самарагидропроект» были произведены экономические расчёты завершения строительства Чебоксарского гидроузла при отметках водохранилища 63 и 68 м.
В 1989 году государственная экспертная комиссия Госплана, Госстроя и Госкомприроды СССР рассмотрела данные материалы. В постановлении Госэкспертизы № 7/76/79 от 26 апреля 1989 года отмечалось: «ГЭС экономически не эффективна как при отметке НПУ водохранилища 63 м, так и при НПУ 68 м; необходимо принять отметку НПУ водохранилища для постоянной работы Чебоксарской ГЭС 63 м».
В 1992 году распоряжением Правительства РФ № 468-р установлена отметка нормального подпорного уровня 63 м и даны поручения о разработке мероприятий по обустройству водохранилища для продолжения его эксплуатации на указанной отметке. Началась разработка технико-экономического обоснования (ТЭО) подъёма водохранилища до отметки 65 м. В 1994 году «Самарагидропроектом» было разработано ТЭО завершения строительства гидроузла при отметке 65 м. В 1995 году данный проект получил отрицательное заключение государственной экологической экспертизы. В экспертном заключении указывалось:
3. Проведённая экологическая экспертиза представленных материалов показала, что по экологическим показателям существующая отметка НПУ водохранилища 63,0 м должна быть принята в качестве постоянной при эксплуатации ГЭС.
4. Экспертная комиссия рекомендует Минтопэнерго Российской Федерации с участием субъектов Российской Федерации (Республика Марий Эл, Чувашская республика, Нижегородская область) разработать ТЭО водоохранных и природоохранных мероприятий по ликвидации негативных экологических и социально-экономических последствий в зоне Чебоксарского водохранилища при постоянной отметке НПУ 63,0 м, включая систему комплексного экологического мониторинга и строительства рыбоводного цеха в г. Чебоксары».
21 июня 1995 года было принято Постановление Законодательного Собрания Нижегородской области № 85 «О недопустимости подъёма уровня Чебоксарского водохранилища».
В 2002 году принято решение о доработке ТЭО на отметку 65 м, в 2003 году вышло постановление Минтранса о разработке ТЭО низконапорного гидроузла.
2 февраля 2006 года конечный перечень вариантов достройки согласован на совещании в Министерстве экономического развития и торговли (МЭРТ) РФ. В него вошли:
- поднятие уровня Чебоксарского водохранилища до проектной отметки 68 м с обустройством зоны затопления водохранилища со строительством автодорожного моста через Волгу выше Нижнего Новгорода или без такового;
- поднятие уровня Чебоксарского водохранилища до отметки 65 м с обустройством зоны затопления водохранилища и строительством низконапорного транспортного гидроузла, совмещённого с автодорожным мостом;
- строительство низконапорного транспортного гидроузла, совмещённого с автодорожным мостом, и обустройство Чебоксарского водохранилища для отметки 63 м.

18 апреля 2006 года утверждено техническое задание на разработку обоснования инвестиций завершения строительства Чебоксарского гидроузла. 19 сентября 2006 года в МЭРТ проведено совещание под председательством Германа Грефа с участием представителей заинтересованных регионов и ведомств. Рассмотрев предложенные варианты, участники совещания признали оптимальным вариант с поднятием уровня водохранилища до проектной отметки 68 м. При этом было отмечено, что вопрос сооружения автодорожного моста является самостоятельным проектом, напрямую не связанным с завершением строительства Чебоксарского гидроузла, и не может влиять на выбор того или иного варианта завершения строительства. В марте 2007 года начато проведение общественных слушаний с целью обсуждения обоснований инвестиций завершения строительства гидроузла. В 2007 году материалы обоснования инвестиций получили положительное заключение Главгосэкспертизы России.
В марте 2008 года опубликована утверждённая Правительством РФ Генеральная схема размещения объектов электроэнергетики до 2020 года, предусматривающая выход Чебоксарской ГЭС на проектную мощность в период 2016—2020 годов, что возможно лишь при подъёме уровня водохранилища до проектной отметки. В 2008 году экспертиза Российской академии наук, рассмотрев обоснование инвестиций, выдала заключение об оптимальности подъёма уровня водохранилища до отметки 68 м, при этом уточнив, что «для аргументированного заключения в настоящее время в проектных документах явно недостаточно материалов о масштабах и последствиях для природы, хозяйства и населения развития геоморфологических процессов, а также полных и репрезентативных оценок эколого-экономических и социально-экологических последствий достройки Чебоксарского гидроузла до НПУ и достижения проектной отметки 68 м.». 14 июля 2008 года состоялось совещание под руководством заместителя Председателя Правительства РФ Игоря Сечина, на котором было принято решение продолжить разработку проекта подъёма уровня водохранилища.
В мае 2008 года была утверждена Федеральная целевая программа «Развитие транспортной системы России (2010—2015 годы)», предусматривающая строительство низконапорного Нижегородского гидроузла. В 2014 году на его проектирование было выделено 500 млн рублей.
14 мая 2009 года Президент РФ Дмитрий Медведев дал поручение правительству РФ до 1 октября 2009 года «принять меры по завершению разработки проектной документации „Строительство Чебоксарской ГЭС на реке Волге“ в части, касающейся поднятия уровня Чебоксарского водохранилища до отметки нормального подпорного уровня 68 метров». 21 апреля 2010 года Председатель Правительства РФ Владимир Путин распорядился принять предложение Минэкономразвития России, согласованное с Минприроды России, Минсельхозом России, Минрегионом России, Минэнерго России и Правительством Чувашской Республики, о подготовке в 2010 году изменений в проектную документацию «Строительство Чебоксарской ГЭС на реке Волге», предусматривающих возможность установления нормального подпорного уровня Чебоксарского водохранилища на отметке 68 метров. Во втором квартале 2011 года планируется завершение разработки проектной документации, после чего она должна быть направлена на государственную экспертизу, в случае положительного завершения которой возможно начало работ по завершению строительства гидроузла.

### Общественная реакция и позиция региональных властей

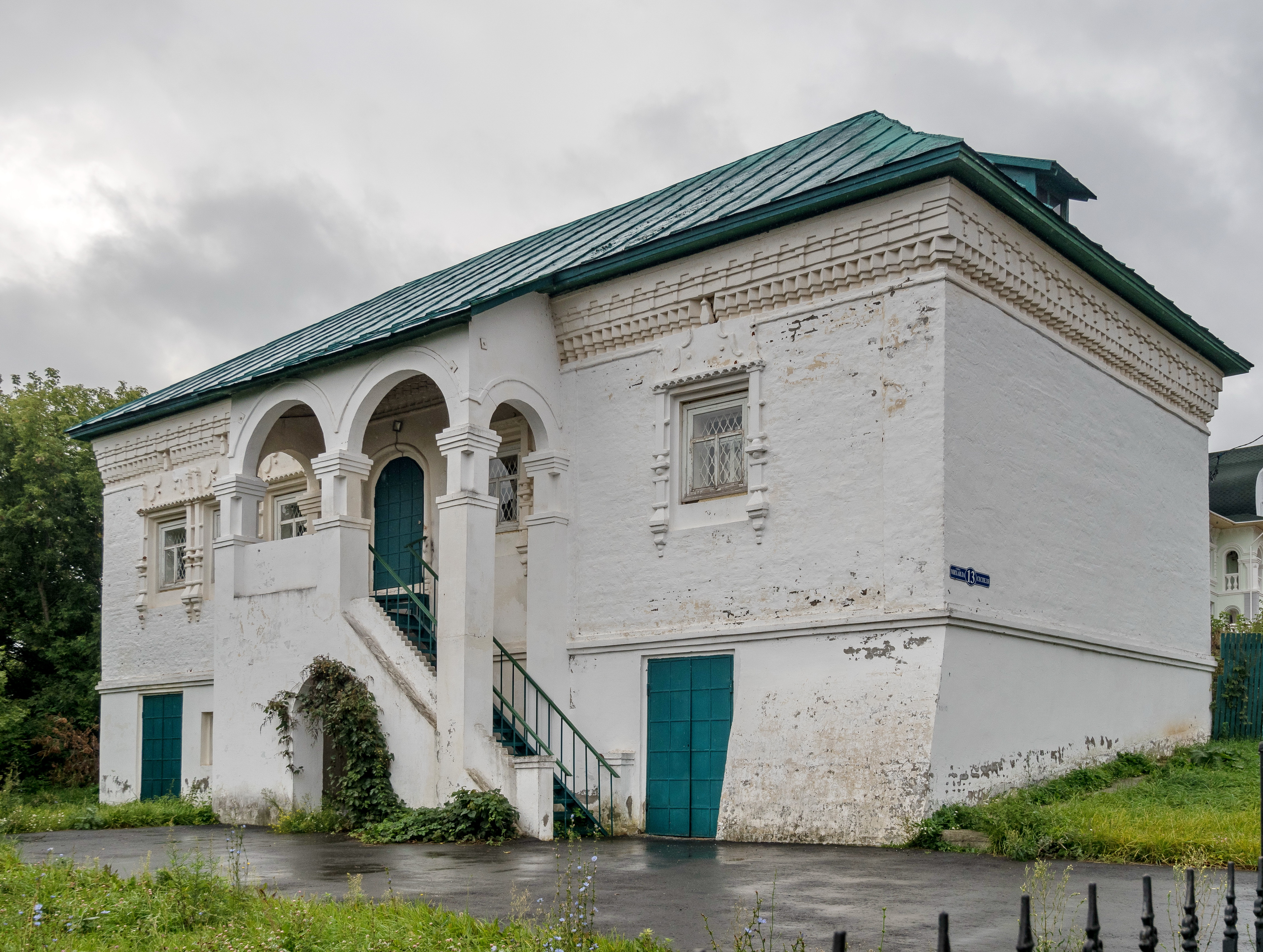
Дом Игумнова, разобранный при создании водохранилища и собранный в другом месте, с несуществовавшим исторически крыльцом и из кирпича от другого памятника архитектуры

Вопрос поднятия уровня Чебоксарского водохранилища до проектной отметки лоббируется руководством Чувашии и критикуется руководством Марий Эл и особенно Нижегородской области. В качестве альтернативы повышению проектной отметки Чебоксарской ГЭС до 68 м руководством Нижегородской области и Министерством транспорта предлагается проект строительства низконапорного транспортного гидроузла, совмещённого с автодорожным мостом через Волгу в районе посёлка Большое Козино, что позволит реализовать проект по сооружению северной объездной дороги вокруг Нижнего Новгорода.
В Нижнем Новгороде различными организациями периодически проводятся митинги, сборы подписей и другие мероприятия с целью выражения протеста против планов подъёма уровня водохранилища. В частности, 15 мая 2007 года на площади Ленина в Нижнем Новгороде рядом организаций был организован пикет. 26 мая 2010 года на площади Минина и Пожарского прошёл митинг, организованный местным отделением партии «Справедливая Россия», одновременно ряд пикетов и сбор подписей организовали КПРФ и «Объединённый гражданский фронт». В июне 2010 года местная экологическая организация «Дронт» также организовала сбор подписей на Театральной площади города. 29 августа 2006 года было опубликовано обращение архиепископа Нижегородского и Арзамасского Георгия к властям Нижегородской области с призывом отказаться от подъёма уровня водохранилища. VI Международная конференция «Реки Сибири», проходившая в конце марта 2011 года в Красноярске, обратилась к Президенту России с требованием не допустить подъёма уровня Чебоксарской ГЭС на реке Волге. Альтернативный вариант со строительством низконапорного гидроузла также вызывает критику специалистов, экологов, а также руководства Чувашии.
В целом, по мнению ряда аналитиков, имеет место информационная война между заинтересованными сторонами, причём Чувашии (при поддержке РусГидро) удаётся оказывать большее влияние на уровне федеральных СМИ.
14 октября 2011 года в центральную приемную Владимира Путина в Москве передано более 150 тысяч подписей, собранных против поднятия уровня воды на Чебоксарской ГЭС. Подписи собирались «Общероссийским народным фронтом» и НРО «Единой России» в Нижнем Новгороде.
До представления на государственную экологическую экспертизу проект поднятия уровня Чебоксарского водохранилища получил отрицательную оценку на общественных слушаниях, рекомендации о недопущении принятия проекта направила премьер-министру Дмитрию Медведеву Общественная палата. В рамках «Правительственного часа» против подъёма уровня водохранилища высказался министр природных ресурсов и экологии РФ Сергей Донской.

### Общественная экологическая экспертиза
В 2013 году была проведена общественная экологическая экспертиза проекта «Завершение разработки проектной документации „Строительство Чебоксарской ГЭС на реке Волге“ в части, касающейся поднятия уровня Чебоксарского водохранилища до отметки нормального подпорного уровня 68 метров». Экспертная комиссия вынесла отрицательный вердикт по итогам рассмотрения представленных материалов. Анализ проекта проводился сквозь призмы социального и правового аспектов.
В своем заключении эксперты отметили, что предлагаемая реализация проекта подъёма уровня Чебоксарского водохранилища до отметки 68 м вызывает общественное неприятие и высокую социальную напряжённость в Республике Марий Эл и Нижегородской области и не пользуется поддержкой жителей Чувашской Республики.
Также эксперты пришли к выводу о несоответствии проекта ряду положений федерального и регионального законодательств, что делает невозможным в дальнейшем проведение государственной экспертизы проектной документации, так как отсутствуют: решение о строительстве объекта; решение об источнике финансирования строительства; часть правоустанавливающих документов на земельные участки, на которых располагаются объекты строительства; часть правоустанавливающих документов на объекты капитального строительства; часть технических условий. Этот недостаток отражён в проекте, но проигнорирован.
Проект в нарушение статьи 32 закона «Об особо охраняемых природных территориях» от 14.03.1995 г. № 33-ФЗ окажет значительное негативное воздействие и приведёт к значительному разрушению системы особо охраняемых природных территорий. Ущерб в проекте особо охраняемым природным территориям оценивается неадекватно и неполно.
В заключении комиссии указывается, что проект не может быть реализован.